# 5-я резервная авиационная группа
5-я резервная авиационная группа — оперативная авиационная группа в Великой Отечественной войне, созданная для решения оперативных (оперативно-тактических) задач самостоятельно и в составе фронтов во взаимодействии с войсками (силами) и средствами других видов вооруженных сил (родов войск (сил)) в операциях сухопутных войск и военно-морских сил.

## Наименования

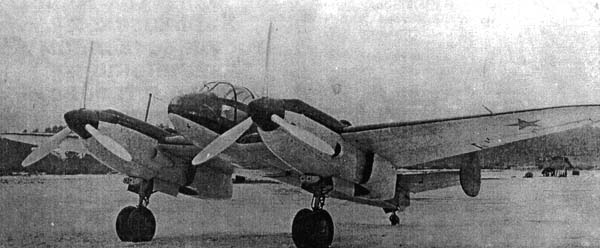
Самолет группы Як-4

- 65-я истребительная авиационная дивизия;
- 65-я авиационная дивизия;
- 5-я резервная авиационная группа;
- 218-я ночная бомбардировочная авиационная дивизия;
- 218-я бомбардировочная авиационная дивизия;
- 218-я бомбардировочная авиационная Ясская дивизия;
- 218-я бомбардировочная авиационная Ясская Краснознамённая дивизия.

## Создание группы
5-я резервная авиационная группа сформирована 23 сентября 1941 года на основании Приказа НКО на базе управления 65-й авиационной дивизии.

## Переформирование группы
5-я резервная группа 22 мая 1942 года Приказом НКО была обращена на формирование 218-й ночной бомбардировочной авиационной дивизии.

## В действующей армии
В составе действующей армии:
- с 23 сентября 1941 года по 18 мая 1942 года.

Группа уничтожал 1-ю немецкую танковую группу на Новомосковском направлении. В начале 1942 года авиагруппа принимала участие в Барвенково-Лозовской наступательной операции, действуя с аэродромов Старобельск и Ворошиловград.

## Командир группы
| Звание                  | Имя                             | Период                  | Примечание                                                |
| ----------------------- | ------------------------------- | ----------------------- | --------------------------------------------------------- |
| подполковник, полковник | Степанович Прокопий Григорьевич | 23.09.1941 — 22.05.1942 | заместитель командира группы, ВРИД командира              |
| полковник               | Галунов Дмитрий Павлович        | 01.11.1941 — 01.01.1942 | назначен командующим ВВС 57-й армии, с 18 мая — 217-й иад |
| полковник               | Анисимов Пётр Николаевич        | 01.01.1942 — 22.07.1942 |                                                           |

## В составе соединений и объединений
| Период        | Фронт (округ) | армия      | примечание      |
| ------------- | ------------- | ---------- | --------------- |
| 23.09.1941 г. | Южный фронт   | ВВС фронта |                 |
| 22.05.1942 г. | Южный фронт   | ВВС фронта | переформирована |

## Состав
| Период                        | Части                                                     | Примечание                                        |
| ----------------------------- | --------------------------------------------------------- | ------------------------------------------------- |
| 23.09.1941 г. — 07.03.1942 г. | 4-й штурмовой авиационный полк                            | Ил-2, переименован в 7-й гв. шап                  |
| 07.03.1942 г. — 22.05.1942 г. | 7-й гвардейский штурмовой авиационный полк                | Ил-2, передан в состав 230-й шад                  |
| 01.11.1941 г. — 01.12.1942 г. | 525-й штурмовой авиационный полк                          | Ил-2, переименован в 7-й гв. шап                  |
| 23.09.1941 г. — 22.05.1942 г. | 8-й истребительный авиационный полк                       | Як-1, передан в 229-ю иад                         |
| 23.09.1941 г. — 18.03.1942 г. | 183-й истребительный авиационный полк                     | МиГ-3, убыл в 8-й зиап                            |
| 06.12.1941 г. — 29.12.1941 г. | 40-й истребительный авиационный полк                      | И-16, возвращен в состав 21-й сад                 |
| 03.04.1942 г. — 10.06.1942 г. | 246-й истребительный авиационный полк                     | ЛаГГ-3, убыл в 1-й зиап                           |
| 01.03.1942 г. — 17.03.1942 г. | 170-й истребительный авиационный полк                     | МиГ-3, вошел в состав ВВС 9-й армии               |
| 01.05.1942 г. — 22.05.1942 г. | 494-й истребительный авиационный полк                     | Як-1, возвращен в состав 21-й сад                 |
| 23.09.1941 г. — 18.03.1942 г. | 242-й ближний бомбардировочный авиационный полк           | Пе-2                                              |
| 01.02.1942 г. — 01.04.1942 г. | 655-й легкий бомбардировочный авиационный полк            | Як-2, Як-4, СБ, Р-5, убыл в состав ВВС 28-й армии |
| 24.04.1942 г. — 22.05.1942 г. | 8-й гвардейский бомбардировочный авиационный полк         | Пе-2, убыл в состав 219-й бад                     |
| 24.04.1942 г. — 22.05.1942 г. | 459-й ночной скоростной бомбардировочный авиационный полк | убыл в состав 218-й нбад                          |

## Участие в операциях и битвах

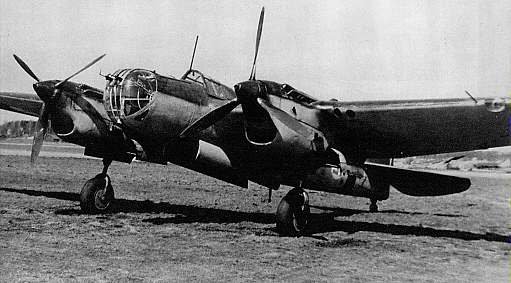
Самолет группы СБ

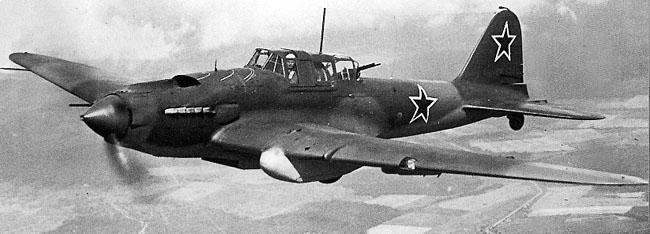
самолет группы Ил-2

- Донбасско-Ростовская оборонительная операция — с 29 сентября 1941 года по 16 ноября 1941 года.
- Ростовская наступательная операция — с 17 ноября 1941 года по 2 декабря 1941 года.
- Барвенково-Лозовская операция — с 18 января 1942 года по 31 января 1942 года
- Харьковская операция — с 12 мая 1942 года по 25 мая 1942 года.

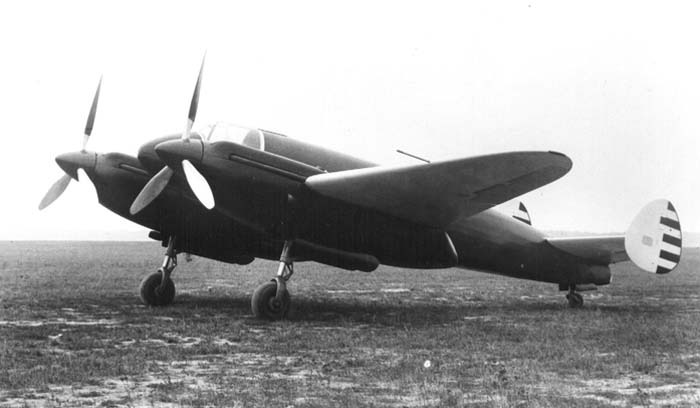
Самолет группы Як-2

## Присвоение гвардейских званий
- 4-й штурмовой авиационный ордена Ленина полк 7 марта 1942 года за показанные образцы мужества и героизма переименован в 7-й гвардейский штурмовой авиационный ордена Ленина полк[7].

## Награды
- 4-й штурмовой авиационный полк Указом Президиума Верховного Совета СССР от 4 октября 1941 года награждён орденом «Ленина».

## Отличившиеся воины
- Золин Иван Леонтьевич, старший лейтенант, заместитель командира эскадрильи 242-го бомбардировочного авиационного полка 5-й резервной группы ВВС Южного фронта Указом Президиума Верховного Совета СССР от 6 июня 1942 года удостоен звания Герой Советского Союза. Посмертно.
- Корязин Дисан Николаевич, сержант, лётчик 242-го бомбардировочного авиационного полка 5-й резервной группы ВВС Южного фронта Указом Президиума Верховного Совета СССР от 6 июня 1942 года удостоен звания Герой Советского Союза. Посмертно.
- Осипов Михаил Михайлович, лейтенант, командир звена 8-го истребительного авиационного полка 5-й резервной группы ВВС Южного фронта Указом Президиума Верховного Совета СССР от 6 июня 1942 года удостоен звания Герой Советского Союза. Золотая Звезда № 849

## Базирование

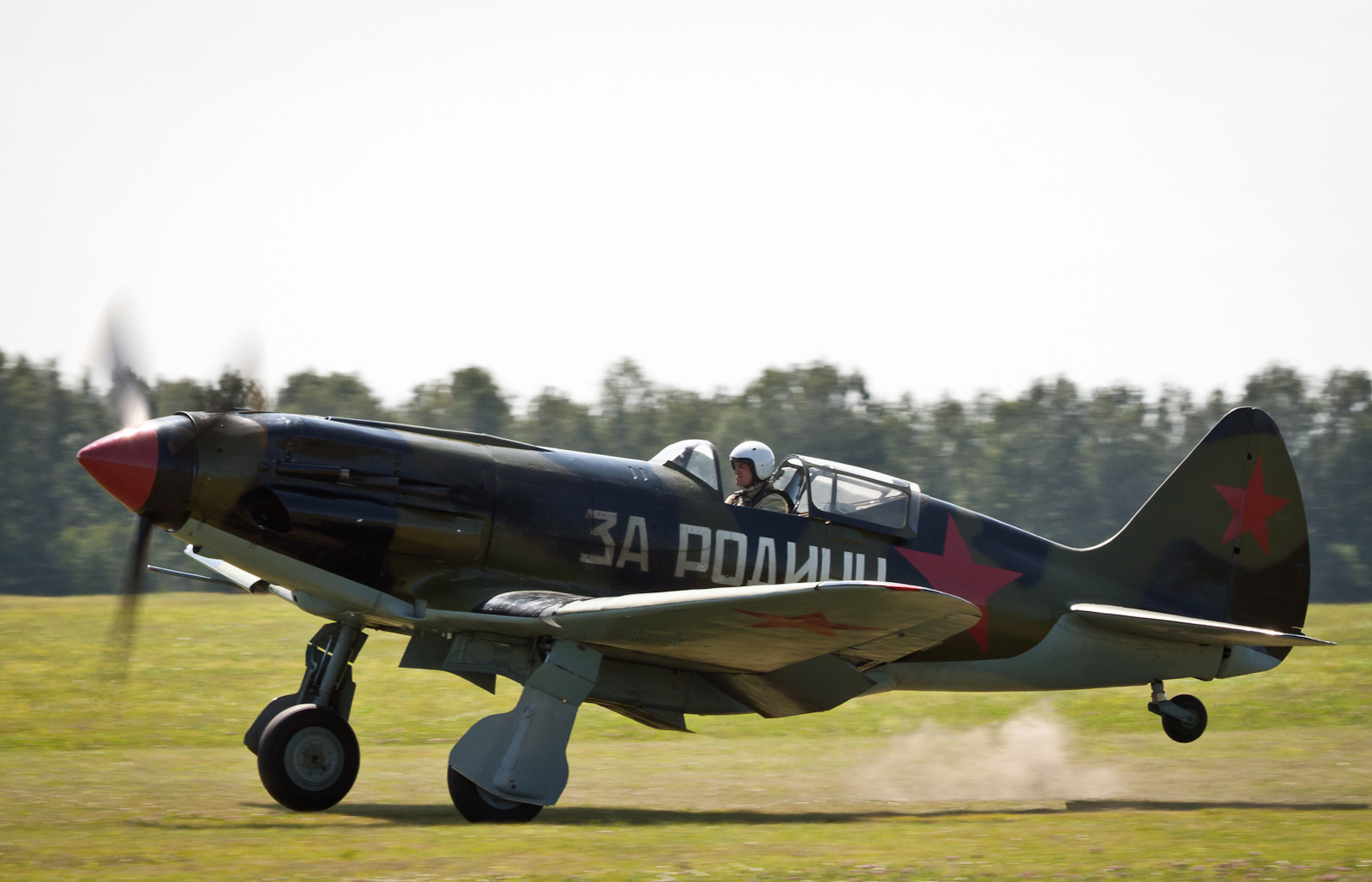
Самолет группы МиГ-3

| Период      | Аэродром      |
| ----------- | ------------- |
| 1941 — 1942 | Старобельск   |
| 1941 — 1942 | Ворошиловград |